# Рипинский, Николай Иванович

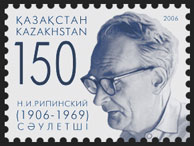
Почтовая марка Казахстана, посвящённая 100-летнему юбилею Н. И. Рипинского. 2006 г.

Николай Иванович Рипинский (1906—1969) — советский архитектор и педагог. Лауреат премии Совета Министров СССР (1967) и Государственной премии СССР (1971, посмертно). Основоположник советской архитектурной школы в Казахстане.

## Биография

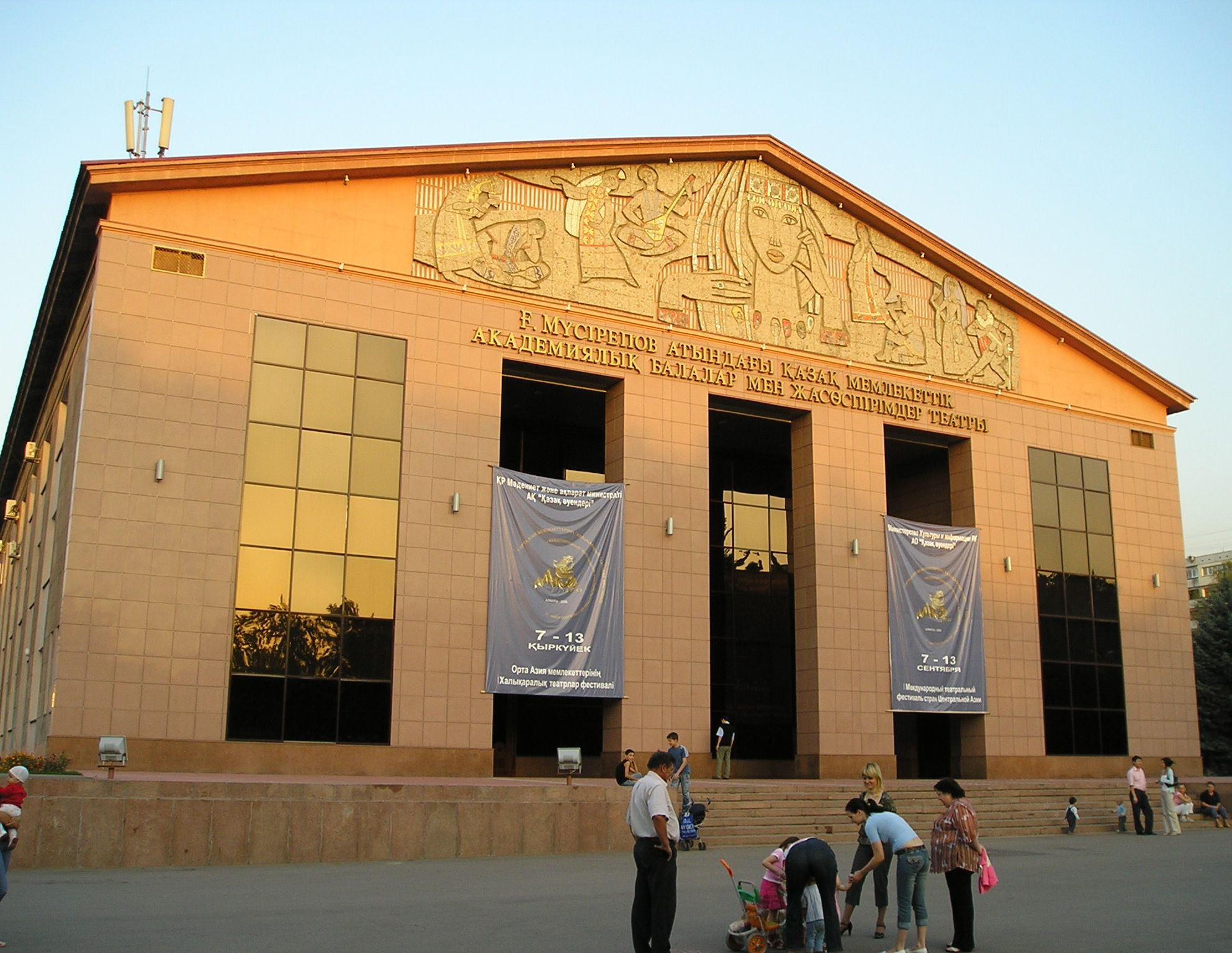
Казахский государственный академический театр для детей и юношества имени Г. Мусрепова

Николай Рипинский родился 22 мая 1906 года в Москве в семье служащего Ивана Кондратьевича Рипинского и его жены Евдокии Васильевны. В 1916—1923 годах учился в школе № 31 2-й ступени Краснопресненского района Москвы. Окончил курсы технического и машиностроительного черчения, рисования и проектирования. В 1924—1925 годах был старшим рабочим на постройке Госстроя. В 1925—1926 годах работал техником-чертёжником в строительной части треста Точной механики. В 1926 году работал техническим чертёжником в Московском строительно-торговом акционерном обществе.
В 1926 году подавал документы в московский ВХУТЕМАС, но не был принят. Посещал различные курсы во ВХУТЕМАСе, в Московском университете слушал лекции выдающегося русского математика Н. Н. Лузина. Поступил на архитектурный факультет Киевского инженерно-строительного института, который окончил 1931 года.
После окончания института работал в Москве и выполнил ряд различных проектов, среди которых генплан Военного городка в Покровском-Стрешневе проект театра оперы и балета в Алма-Ате, за который на Всесоюзном открытом конкурсе получил вторую премию. Этот период весьма плодотворен для Николая Ивановича. В начале 1930-х годов во вновь организованной Первой мастерской Моссовета работал под руководством Ивана Владиславовича Жолтовского.
Он разрабатывает десятки планировочных и объемных проектов. Многие из них осуществлены. Кроме того, он участвует в разработке проекта знаменитого жилого дома на Манежной площади в Москве.
Был репрессирован. В 1949 году сослан в Казахстан. В 1950—1953 годх после ссылки работал городе Усть-Каменогорске в Восточно-Казахстанском филиале «Казгосстройпоекта». С 1954 — в Алма-Ате.
Член Союза архитекторов Казахстана.
В течение многих лет был главным архитектором крупнейшего гражданского проектного института республики института «Казгорстройпроект» (ныне Проектная академия «KAZGOR»). Кроме Алма-Аты в институте «Казгорстройпроект» решались вопросы застройки и других городов Казахстана: Джамбула, Каратау, Туркестана, Кокчетава, Гурьева, Целинограда и других.
Создание и формирование творческих мастерских в институте тех лет связаны с именем Николая Ивановича Рипинского. Это были мастерские-школы мастеров архитектуры самых различных направлений таких мастеров, как Е. Дятлов, В. Гершберг, В. Гусев, П. Картаси, А. Косов, Ким До Сен, А. Леппик, А. Наумов, Е. и В.Толмачевы и другие.
Лидер архитектурного процесса в Алма-Ате. С его именем связано развитие казахской национальной архитектурной школы. Автор крупнейших уникальных проектов Казахстана:
- Руководитель разработки Всесоюзного конкурсного проекта застройки центра г. Алма-Ата
- «Дворец им. В. И. Ленина» ныне Дворец Республики (совм. с Ю. Ратушным, Л. Ухоботовым и др., Государственная премия СССР, 1971),
- гостиница «Алматы» (премия Совета Министров СССР, 1967)
- гостиница «Интурист» (ныне «Алатау»),
- здания Казахского ТЮЗа им. Г. Мусрепова (ныне Казахский государственный академический театр для детей и юношества имени Г. Мусрепова),
- кинотеатры «Мир» и «Спутник»,
- противотуберкулезный санаторий «Каменское плато» и др.

Н. И. Рипинский являлся руководителем проекта генеральной реконструкции проспекта Ленина (ныне Проспект Достык (Алма-Ата)) конца 1960 — начала 1970-х годов.
Награждён орденом «Знак Почёта» и медалями.
В 1920-х годах жил в Москве на улице Дружинников, 36.

## Память
- В 2006 году в серия «Зодчие Казахстана» издана книга «Архитектор Николай Рипинский»,
- Выпущена почтовая марка Казахстана, посвящённая 100-летнему юбилею Н. И. Рипинского
- Учреждена медаль его имени.
- На доме, где жил Н. И. Рипинский (пр. Абая, д. 21), установлена мемориальная доска.
- Одна из улиц Алатауского района Алма-Аты названа его именем.